# Prisioneras políticas en la España franquista
Las prisioneras políticas en la España franquista a menudo acabaron en prisión a causa de la represión específica dirigida contra las mujeres. Durante la Guerra Civil, muchas mujeres fueron encarceladas únicamente porque sus familiares tenían simpatías republicanas o como cebo de las autoridades para atraer a parientes varones afiliados al Movimiento Republicano. No era consecuencia directa de ninguna acción por parte de estas mujeres. La Ley de Responsabilidades Políticas, aprobada el 13 de febrero de 1939, facilitó esta forma de represión y no dejó de existir formalmente en el Código Penal hasta 1966. Los prisioneros y las personas de los campos de concentración, tanto hombres como mujeres, sumarían más de tres cuartos de millón al final de la Guerra Civil Española. De ellos, unas 14.000 mujeres estuvieron recluidas en la cárcel Modelo de Las Ventas, en Madrid.
El inicio oficial del periodo franquista a finales de 1939 supuso la continuación de la represión específica contra las mujeres a través del sistema penitenciario y la pena de muerte. El embarazo hacía que las mujeres no pudieran escapar ni de la ejecución ni de las condiciones insalubres que conducían a altas tasas de muerte infantil. Las mujeres también eran encarceladas en reformatorios sin juicio por violar la moralidad femenina en un sistema de tipo penitenciario paralelo. Alojadas en condiciones de hacinamiento, se vieron obligadas a apoyar el catolicismo para evitar el acoso u obtener beneficios. Pasaban hambre y corrían el riesgo de contraer enfermedades como el tifus.
Durante el período de transición democrática, las mujeres salieron a las calles para exigir la libertad de los presos políticos. La amnistía parcial llegó a finales de 1976, y la amnistía general en 1977. En la España posfranquista, las prisioneras fueron en gran medida olvidadas como víctimas de la represión del régimen. Los huesos de muchas mujeres víctimas del franquismo permanecen dispersos por el campo. En 2014, un tribunal argentino comenzó a investigar los abusos que sufrieron algunas mujeres a manos de Antonio González Pacheco en Madrid mientras estaban encarceladas.

## Historia

### Fuerzas franquistas en el periodo de la Guerra Civil (1936-1939)

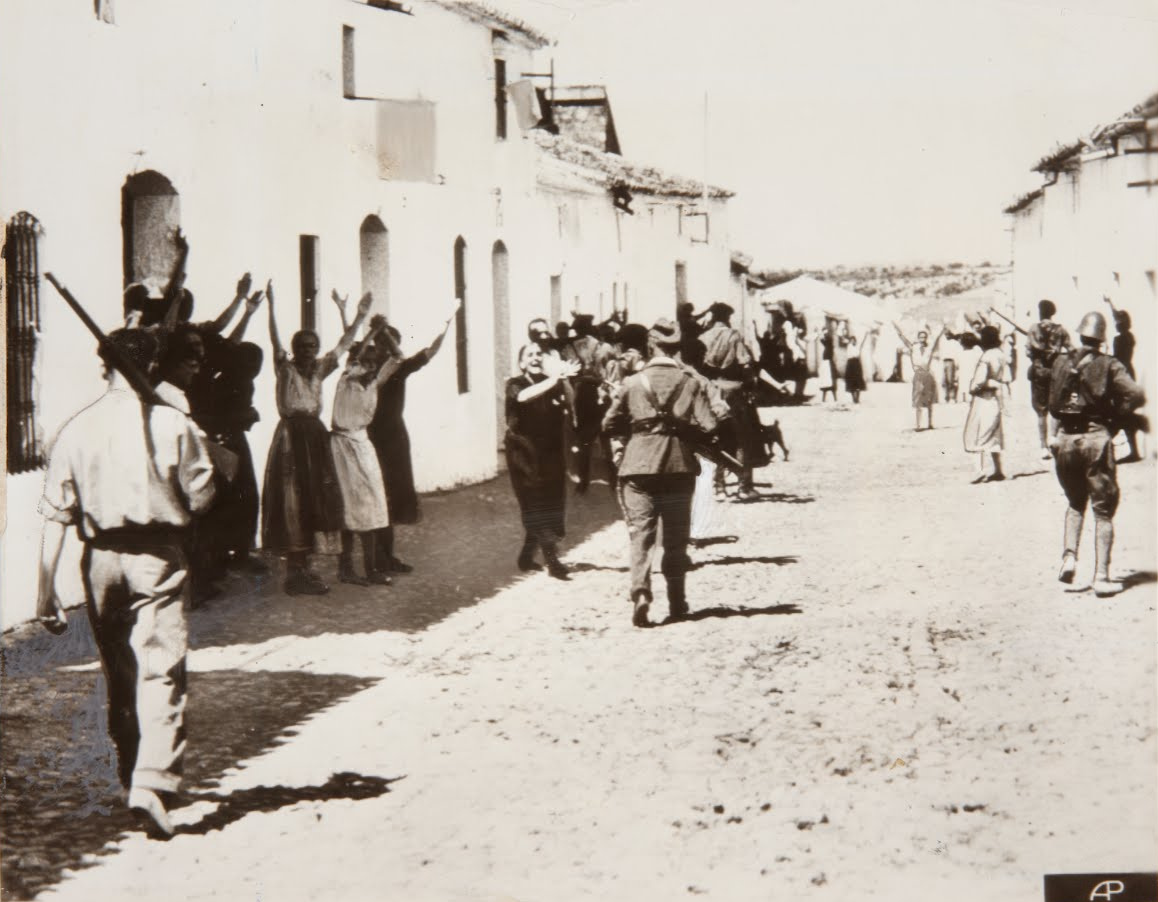
Mujeres suplicando a los nacionalistas por las vidas de los prisioneros en Constantina, Sevilla en 1936.

El régimen franquista organizó represalias contra las mujeres desde el inicio de la Guerra Civil. Muchas de las mujeres no habían cometido ningún delito y fueron atacadas únicamente por tener familiares con simpatías republicanas. Este fue el caso de las amas de casa que se encontraban en prisión. Matilde Eiroa señala: «A menudo se utilizaban como cebo para atraer a los hombres de la familia que huían». Los consejos de guerra establecían los castigos, y de las personas que ordenaban ejecutar, el 5% eran mujeres. Las mujeres fueron víctimas de la represión franquista. Más de 100 fueron condenadas a muerte por los consejos de guerra y ejecutadas, muchas de ellas en Madrid y Andalucía. El caso más conocido en España es el de Las Trece Rosas, fusiladas en agosto de 1939. Muchas esposas, viudas, hermanas o hijas de republicanos fueron humilladas y castigadas "con marchas por las calles de la ciudad y el despojo de sus bienes".

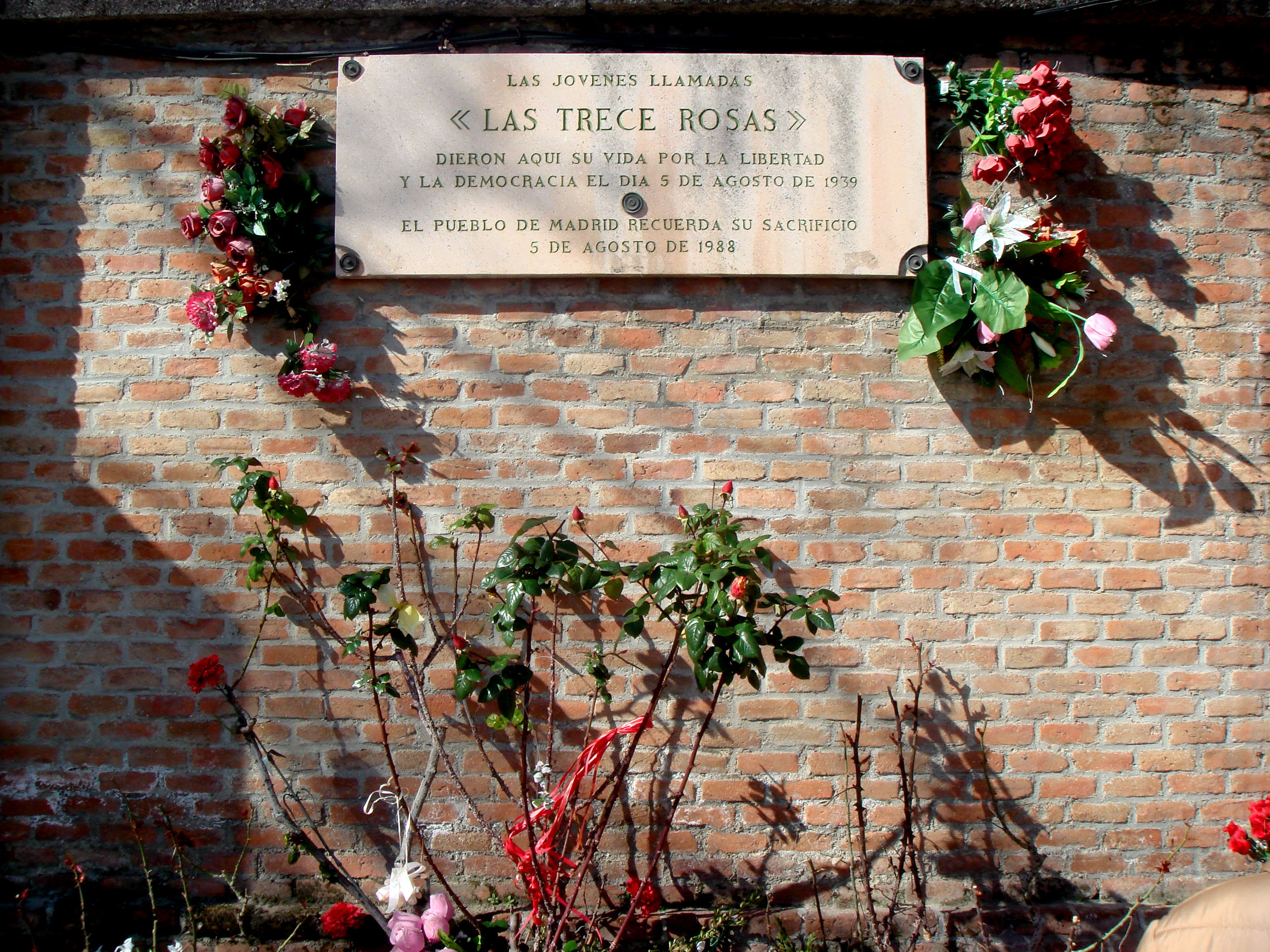
Placa en el muro del cementerio en honor a Las Trece Rosas.

La Ley de Responsabilidades Políticas fue proclamada por la dictadura franquista el 13 de febrero de 1939, dos meses antes del final de la Guerra Civil Española. La ley se dirigía a todos los partidarios leales de la Segunda República Española, y penalizaba la pertenencia al Frente Popular de la república derrotada. La ley declaraba culpables de un delito de rebelión militar a todos los que habían sido miembros de algún partido del Frente Popular desde el 1 de octubre de 1934 y a todos los que se habían opuesto al golpe de Estado militar del 17 y 18 de julio, incluidos todos los funcionarios del gobierno de la República y todos los miembros de las Fuerzas Armadas Republicanas. La ley era retroactiva y podía aplicarse desde octubre de 1934, una aberración jurídica para quienes hubieran seguido las leyes del Gobierno legalmente constituido de la República Española. De repente fueron procesados por "ayudar a la rebelión".
La Ley de Responsabilidades Políticas establecía multas y expropiaciones para los acusados y sus familiares (desde 100 pesetas hasta la confiscación de todos los bienes del acusado). Entre las sanciones adicionales estaban la restricción de actividades profesionales, la limitación de la libertad de residencia y la pérdida de la ciudadanía española. Las personas fallecidas y desaparecidas podían ser consideradas responsables y sus familias heredaban las sanciones económicas.
En 1939, había oficialmente más de 270.000 prisioneros en España. También había unas 500.000 personas en campos de concentración. Cuando detenían a gente, Franco los utilizaba como mano de obra esclava barata. Entre los que estaban en los campos, 90.000 pertenecían a batallones de trabajadores. Otros 47.000 estaban en batallones militares. De ellos, 13.779 estaban involucrados en proyectos de reconstrucción urbana, mientras que 9.500 de los involucrados en batallones militares trabajaban en fortificaciones, mientras que otros 8.898 trabajaban en la recuperación de materiales de guerra. Muchos de estos prisioneros y víctimas de los campos de concentración eran mujeres. Al final de la guerra, la única prisión exclusiva para mujeres, la Modelo de Las Ventas, en Madrid, dirigida por nacionalistas, tenía más de 14.000 mujeres. En 1938 existían más de 190 campos de concentración que albergaban a 170.000 prisioneros, y cuando terminó la guerra en 1939 quedaban entre 367.000 y medio millón de prisioneros. La mayoría de los campamentos fueron creados durante la Guerra Civil Española, y sólo unos pocos en los años siguientes. El campo de concentración Hostal de San Marcos de León albergó a 7.000 hombres y 300 mujeres desde 1936 hasta 1939.
El Caserón de la Goleta, la cárcel de mujeres de Málaga, albergó a miles de mujeres a lo largo de su historia. Las mujeres se encontraban allí por variedad de delitos, entre los que cabe mencionar infidelidad, divorcio o relaciones lésbicas. Estaban allí también porque el Estado determinó que eran delincuentes, alcohólicas, psicópatas o mujeres "degeneradas". Las mujeres encarceladas durante los inicios de la prisión no tenían posibilidad de defenderse, ya que estaban allí como resultado de sentencias del consejo de guerra. Las condiciones de las 4.000 prisioneras del Caserón de la Goleta eran horribles y antihigiénicas, con las prisioneras hacinadas en espacios reducidos que contribuían a la propagación de enfermedades.

### Periodo franquista (1939-1975)
En los primeros tiempos del franquismo, ser madre, hija, hermana o esposa de un "rojo" era un delito, y podía ser castigado con largas penas de prisión o incluso la muerte. La Ley de Responsabilidades Políticas, reformada en 1942 y vigente hasta 1966, fue promulgada con el fin de dar cobertura legal a la represión llevada a cabo durante el desmantelamiento de las instituciones republicanas españolas, así como para penalizar a quienes habían permanecido leales al gobierno legalmente constituido en el momento de la rebelión militar de julio de 1936 contra la República Española. El castigo por ser pariente femenina de un varón "rojo" volvió a utilizarse entre 1945 y 1947, cuando hubo un aumento de la actividad guerrillera. Esto dio lugar a que un gran número de mujeres rurales engrosaran las filas de las cárceles españolas, incluidas las de mujeres de Madrid, Córdoba, Málaga y Segovia. Fueron condenadas a 20 hasta 30 años sólo por alimentar a sus parientes varones “rojos”. La edad no importaba, ya que niñas de tan solo nueve años eran enviadas a prisión, donde eran agredidas físicamente por los guardias.

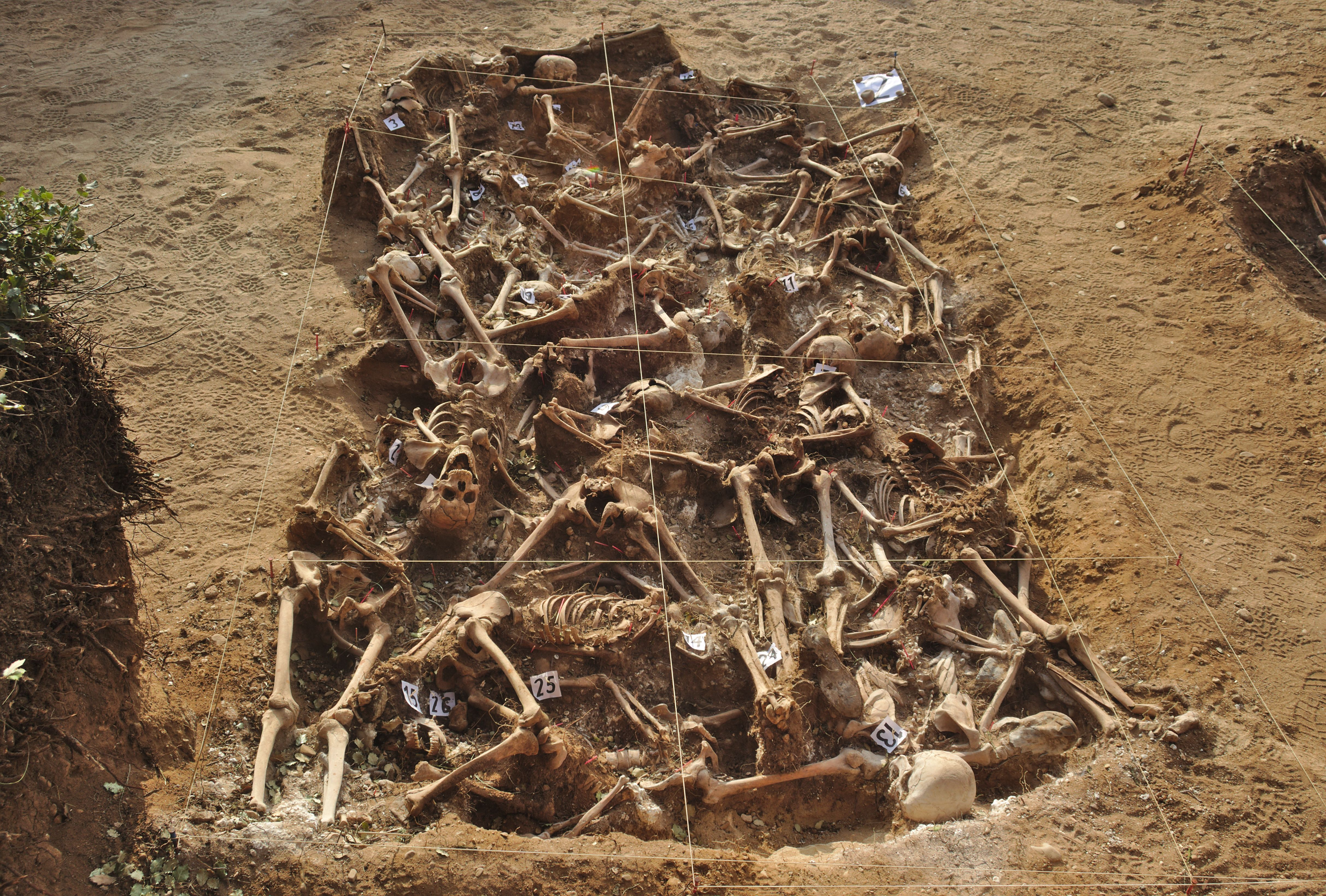
Fosa común en Estépar, provincia de Burgos, con 26 víctimas del bando republicano. La excavación tuvo lugar en los meses de julio y agosto de 2014.

Las mujeres republicanas también fueron víctimas de la represión en la España de la posguerra. Miles de mujeres sufrieron humillación pública (las hicieron desfilar desnudas por las calles, las afeitaron y las obligaron a ingerir aceite de ricino para ensuciarse en público), acoso sexual y violación. En muchos casos, las casas y los bienes de las viudas de los republicanos fueron confiscados por el gobierno.  Así, muchas mujeres republicanas, que vivían en la pobreza total, se vieron obligadas a prostituirse. Según Paul Preston, «el aumento de la prostitución benefició a los hombres franquistas, que así saciaban su lujuria, y también les aseguraba que las mujeres «rojas» eran una fuente de suciedad y corrupción». Además, miles de mujeres fueron ejecutadas (por ejemplo las 13 rosas), entre ellas mujeres embarazadas. Un juez diría: «No podemos esperar siete meses para ejecutar a una mujer».
Desde la década de 1940 hasta la de 1980, familias, figuras religiosas y desconocidos podían denunciar a las mujeres ante las autoridades por violar la moral femenina. Estas mujeres podrían entonces ser encarceladas sin juicio en reformatorios. Entre los motivos por los que las mujeres fueron encarceladas se encontraban "haber ido con las comparsas de la Marisol Film Artist" y "no obedecer a su madre. Le gusta mucho la calle y no quiere trabajar". Estos reformatorios no cerraron hasta la década de 1980, y solo entonces como resultado de los abusos documentados por las mujeres involucradas.
Las presas del Caserón de la Goleta tenían entre 13 y 85 años, la gran mayoría entre 21 y 40. Se sabía que el 38% estaba casada, mientras que el 17% era soltera y el 18% viuda; el resto tenía estado civil desconocido. Por deseo de proteger a su familia o por antipatía hacia la Iglesia, algunas mujeres no revelaban su estado civil a las autoridades. La mayoría de las mujeres en la prisión eran analfabetas; la prisión no trataba de alfabetizarlas y en cambio se concentraba en darles trabajos específicos para su género, como coser, que no requerían habilidades de alfabetización.
La Ley de Responsabilidades Políticas sólo fue derogada en teoría en febrero de 1945. Una Comisión Liquidadora de Responsabilidades Políticas siguió en funcionamiento hasta 1966, en que la ley fue realmente abolida. Entre 1939 y 1945, 500.000 personas de una población de 23.000.000 (el 2% de la población de España), fueron sometidas a procedimientos de Responsabilidad Política. Para aliviar el hacinamiento en las cárceles, se abrieron campos de concentración, donde las prisioneras eran obligadas a realizar trabajos manuales. Debido a los problemas económicos de la década de 1950 y como parte de los esfuerzos por parecer menos totalitario de cara al exterior, el régimen liberó a muchas mujeres de la prisión.
Durante la década de 1940 en Málaga aumentó el número de mujeres condenadas a prisión y enviadas al Caserón de la Goleta por delitos relacionados con la adquisición de alimentos. Había una grave escasez de alimentos en la ciudad y una epidemia de tifus. Las mujeres llegaban a la prisión y eran felices chupando cáscaras de naranja porque era más de lo que había disponible en las calles de Málaga. No había protección contra el tifus y otras enfermedades que seguían propagándose por la prisión, ya que las mujeres eran ubicadas de seis en seis en celdas diseñadas para dos. La prisión cerró en 1954, y los presos fueron trasladados a una cárcel provincial en la carretera de Cártama. En las instalaciones que albergaba el Caserón de la Goleta se construyó posteriormente la Jefatura de Policía Local de Málaga.
Una forma de salir pronto de prisión era que las mujeres se convirtieran al catolicismo y demostraran arrepentimiento. Este tipo de liberación anticipada no partía de la conducta o de los funcionarios de la prisión, sino de sacerdotes católicos que actuaban como agentes de Franco. Incluso con la promesa de una pronta liberación, las mujeres a menudo tenían que esperar hasta las Fiestas de guardar para ser liberadas. Las monjas a cargo de los prisioneros de izquierdas podían ser particularmente crueles. A las mujeres les rapaban la cabeza y las obligaban a beber aceite de ricino y las obligaban a aceptar la fe católica. Vigilaban que las presas cumplieran con los ritos católicos. Las monjas son culpables del escándalo de los niños robados, ayudando al estado a quitarles los niños a las madres "rojas". Las mujeres en prisión a menudo tenían problemas de higiene que se agravaban durante la menstruación. Sus carceleros tenían poca simpatía por ellas y simplemente usaban su condición para humillarlas. Durante las décadas de 1940 y 1950, el franquismo permitió que los presos fueran redimidos por la Iglesia. Por consiguiente, promulgar la fe se convirtió a menudo en condición de liberación. Una regla exigía que para que los presos con hijos recibieran subsidios, éstos debían estar casados. Como resultado, muchas mujeres se casaron tras las rejas y bautizaron a sus hijos como católicos romanos.
La mayor parte de la resistencia en España durante el período inicial del franquismo eran guerrilleros que coordinaban sus actividades en el interior tanto con militantes políticos en el exilio como con militantes en prisión. La mayoría de las mujeres militantes españolas que permanecieron en España estaban en prisión o pasaron a la clandestinidad, donde servían como figuras importantes en la coordinación de actividades entre los tres grupos. En este caso, las cárceles jugaron un papel muy importante para muchas mujeres militantes, ya que les permitieron reconstruir sus redes activistas o crear otras nuevas. También fueron una de las mayores fuentes de resistencia femenina al régimen franquista, ejerciendo la resistencia cotidiana tras los muros de la prisión.
Muchas mujeres y algunos hombres fueron encarcelados por adulterio. Rara vez se hablaba de ellos. En los programas de reeducación en las cárceles de mujeres, la Sección Femenina enseñaba cosas como: "Cuando tu esposo regrese del trabajo, ofrécete a quitarle los zapatos. Si tienes un pasatiempo, trata de no aburrirlo hablando de él; si debes aplicarte crema facial o rizadores de cabello, espera a que se duerma; si te propone hacer algo, acepta humildemente".
El Caserón de la Goleta, la prisión de mujeres de Málaga, tenía unas condiciones horribles para las reclusas. Las mujeres estaban hacinadas en cubículos diminutos y antihigiénicos donde las condiciones eran tales que facilitaban la propagación de enfermedades. La comida a menudo consistía en cáscaras de frutas o desechos comestibles. A finales de 1939, un tercio de los presos se encontraban allí estaban acusados de haber cometido delitos contra el régimen. A muchos de ellos los retuvieron allí como represalia por la desaparición de sus familiares o porque estos habían partido al exilio. Los guardias, los funcionarios del régimen y el personal eclesiástico que iba de visita solían agredir sexualmente a las prisioneras.
Durante el franquismo, el Caserón de la Goleta sufrió frecuentes carencias de alimentos y muchos niños presos murieron de hambre. A los prisioneros con frecuencia se les servían albóndigas hechas con legumbres que fueron prohibidas en 1967 porque eran muy tóxicas. A las prisioneras también les daban frutas y verduras sin lavar ni pelar. Esto provocó que las mujeres desarrollaran úlceras y dolores de estómago. Las mujeres en la prisión finalmente se cansaron y comenzaron una huelga de hambre. Los resultados fueron menores, las mujeres sólo obtuvieron la adición de algunas patatas limpias y otras verduras limpias. Más tarde, las mujeres realizaron otra protesta, esta vez por la falta de duchas. Lograron conseguir otra ducha, pero aún tuvieron que lidiar con una instalación sin agua caliente. Luisa, una prisionera allí, dijo sobre sus experiencias: "La vida allí era horrible. Solo había ocho mujeres cuando llegué, pero pronto se llenó. La comida, los vigilantes, la muerte de las compañeras, los interrogatorios, las celdas de castigo... Hay muchas cosas que contar".
La Prisión de Mujeres de Les Corts de Barcelona albergó a miles de mujeres entre 1939 y 1955. Estaba dirigido por una orden religiosa católica. En su primer año fueron ejecutadas 11 mujeres de la cárcel en el Campo de la Bota. Ese primer año, la prisión albergó a 2.000 prisioneras y al menos 40 niños. Durante la década de 1940, las mujeres fueron obligadas a trabajar en el huerto de la prisión. Durante la década de 1950, trabajaron en un taller de costura. La prisión fue clausurada en octubre de 1955, siendo sus 263 presas y 19 niños trasladados a la Cárcel Modelo de Barcelona. Las prostitutas fueron retenidas en instalaciones dirigidas por monjas a través del Patronato de Protección a la Mujer desde 1941 hasta 1985. Siempre fueron una minoría, representando entre el 7 y el 10% de la población. Los colocaban en celdas junto a niñas abandonadas por sus familias y pasaban allí sólo unas pocas noches. Según Carlos Álvarez, investigador de la Universidad del País Vasco, «su confinamiento cumplía dos objetivos: por un lado, separarles del resto de la sociedad para que no influyeran en ella, y por otro, ser ‘rehabilitadas’, en el camino de la redención».
El Frente Armado Feminista fue un grupo feminista creado alrededor de 1970, cuyo objetivo era el derrocamiento violento del régimen franquista. Entre sus miembros estaban Isabel Grau, Inés Fuentes Fernández, Marta Aguilar Gallego, Pilar Ortega García y Maite Caballero Hidalgo. El grupo con sede en Valencia tenía previsto atacar un anexo de la prisión de mujeres Trinitat Vella de Barcelona, gestionada por las monjas de las Cruzadas de Cristo Rey. Como ninguna en el grupo tenía vínculos con movimientos estudiantiles o actividades sindicalistas, creían que estaban a salvo de la vigilancia estatal. El grupo creó su propio manifiesto con sus demandas al régimen en relación con los derechos de las mujeres. La policía descubrió sus planes y las mujeres intentaron ocultar todos los documentos, manifiestos, libros y revistas. Sin embargo, encontraron su copia de El Manual de la Guerrilla Urbana. La policía golpeó violentamente a las mujeres y en los días siguientes la mayoría murió en ejecuciones extrajudiciales o suicidándose. En consecuencia, tras este incidente y la detención de otros estudiantes y personal vinculados al PCE, la Junta de Gobierno de la Universitat de València comenzó a implementar políticas represivas contra el profesorado, negándose a renovar sus contratos docentes por motivos políticos y aplicando sanciones contra el alumnado.
Varias mujeres fueron retenidas en las oficinas de la Dirección General de Seguridad de Madrid a principios de la década de 1970. Algunas de ellas fueron torturadas por Antonio González Pacheco. Entre ellas estaban Felisa Echegoyen y Ángela Gutiérrez.

#### Prisioneros específicos
María Lacrampe se había afiliado a la UGT en 1932 y estuvo involucrada en la Revolución Asturiana de 1934. En noviembre de 1937 pasó a ser secretaria de la Asociación Socialista de Madrid. Como parte de su trabajo, ayudó a llevar a niños republicanos españoles al exilio en Bélgica. Al finalizar la guerra, trató de escapar en barco, afirmando que era ciudadana francesa, pero no lo consiguió. En junio de 1939 se encontraba en la cárcel de Las Ventas, en Madrid, donde aprovechaba el tiempo para trabajar como enfermera asistiendo a los hijos de otras presas.
Victoria Zárate Zurita había sido miembro del comité ejecutivo de la Federación de Trabajadores de la Enseñanza (FETE), alineada con la UGT. Fue arrestada y salvajemente torturada mientras estaba en prisión. Ángela Semper, miembro de la comisión ejecutiva de FETE de Valencia, estuvo encarcelada desde el final de la Guerra Civil hasta 1944. Ninguna de las dos logró escapar de España.
Matilde Landa estuvo presa en la cárcel de Can Salas de Palma de Mallorca. Mientras estuvo en prisión, desde el momento de su arresto durante la Guerra Civil hasta 1942, fue sometida a constante tortura psicológica a manos de las Hermanitas de los Pobres, que intentaron convertirla al catolicismo y castigarla por sus vínculos republicanos. El 26 de septiembre de 1942, tras años de abusos en Can Salas, se suicidó para escapar de la tortura psicológica diaria.
Variasmujeres afiliadas a la UGT desaparecieron durante los inicios del franquismo. Las mujeres de la UGT que estaban en prisión se enfrentaban a condiciones deplorables. Ángeles Malonda fue una de las mujeres de la UGT encarceladas durante el franquismo a raíz de su vinculación con el sindicato durante la Guerra Civil.

### Período de transición democrática (1975-1986)
Franco murió a finales de 1975. Durante 1975 y 1976, uno de los principales objetivos de las organizaciones políticas españolas de izquierda era conseguir la libertad política y obtener la amnistía para los presos políticos. Se les concedió una amnistía parcial en septiembre de 1976.  La cuestión de la doble militancia planteó problemas a las Primeras Jornadas por la Liberación de la Mujer. Algunas de los participantes querían organizar una manifestación general para exigir la liberación y la amnistía de los presos políticos de la cárcel de Carabanchel de Madrid. Otras mujeres querían protestar frente a la prisión de Yeserías de Madrid, que albergaba a mujeres. Después de mucha discusión, el grupo decidió no suspender las Primeras Jornadas y en su lugar permitir que las participantes eligieran cualquiera de las manifestaciones. Esto ayudó a consolidar y unificar el movimiento feminista más amplio.
La liberación de todos los presos políticos fue parte de la transición a la democracia después de la muerte de Francisco Franco en 1975. La liberación de los presos políticos formaba parte de la Ley de Amnistía española de 1977, promulgada el 15 de octubre de 1977 y puesta en vigor el día 17.

### La España posfranquista (1985 — presente)
Las prisioneras han sido muy críticas con la historia de la Guerra Civil Española y el periodo franquista. La líder comunista Juana Doña señala: «A las mujeres solo se les han dedicado unas pocas líneas en la gran cantidad de volúmenes escritos sobre la Guerra Civil». En palabras de Lidia Falcón: «Para ellos se han publicado las páginas literarias más hermosas y vibrantes. Rara vez se menciona a las mujeres en la pluralidad de palabras, siempre masculina». Únicamente existe una pequeña placa en el Caserón de la Goleta para recordar el sufrimiento de las mujeres en la prisión.
Muchas de las víctimas de la represión franquista fueron enterradas en fosas comunes repartidas por toda España, a menudo fuera de los cementerios y diseminadas por el campo, y sin que su muerte constara en los registros civiles. Desde principios de la década de 2000, diversas asociaciones de víctimas del franquismo como la Asociación para la Recuperación de la Memoria Histórica se han encargado de localizar estas fosas para identificar los restos de los ejecutados y trasladarlos a sus familiares para una digna sepultura. La ley de memoria histórica, aprobada en diciembre de 2007, pretende hacer efectivos los nuevos derechos reconocidos a las víctimas del franquismo en igualdad de condiciones que a las víctimas del otro bando, omitiendo reconocer en la práctica la existencia de las víctimas y fosas comunes producidas por el bando republicano. Se ha establecido un mapa de fosas y víctimas que se actualiza constantemente.
En 2014, un juez argentino emitió una orden de arresto contra Antonio González Pacheco, un policía español acusado de torturar a prisioneros durante el régimen militar de Franco, pero la Audiencia Nacional española se negó a cumplirla sobre la base de que el delito había prescrito.

## Prisioneras adolescentes
Las adolescentes podrían convertirse en tuteladas del Estado a través de la llamada Junta de Protección de la Mujer. Desde 1941 hasta 1985, las niñas eran llevadas a centros dirigidos por monjas como parte de un objetivo estatal de rehabilitar a las "caídas". Algunas de estas niñas habían sido abandonadas por padres que simplemente ya no querían cuidarlas, tal como fue el caso de Raquel Castillo. Otras niñas eran puestas bajo custodia del Estado tras ser denunciadas por miembros de su familia. Marian Torralbo fue denunciada por su hermano, militante de Acción Católica, por salir de fiesta. Todas fueron encarceladas sin juicio. Las mujeres en muchos casos no podían marcharse hasta los 25 años, cuando alcanzaban la mayoría de edad para las mujeres.
Las niñas internadas en estos reformatorios eran sometidas a pruebas de virginidad realizadas por monjas. Esto ocurría a diario: las niñas eran obligadas a sentarse en una cama de hospital donde un médico les preguntaba si eran vírgenes. Después de que dijeron que sí, el médico insinuó que eran mentirosos y luego introdujo un palillo en la vagina de una niña para revisarlo sin su consentimiento. Muchas chicas se pusieron histéricas durante este proceso. La ley cambió en 1985 en lo que respecta a las niñas puestas bajo custodia del Estado, y ya no permitió que las menores fueran puestas bajo el control del Estado para su propia protección. Después de esto, todos los reformatorios restantes fueron cerrados.

## Prisioneras embarazadas
Al inicio del franquismo, las mujeres embarazadas en prisión eran golpeadas brutalmente, a menudo con la intención de provocar un aborto. Las mujeres embarazadas eran obligadas a dar a luz en condiciones carcelarias insalubres y la mortalidad infantil era un problema y muchos niños morían. En la prisión Modelo de Las Ventas, en Madrid, dirigida exclusivamente por mujeres y dirigida por nacionalistas, muchas mujeres presas fueron violadas por los guardias y quedaron embarazadas como consecuencia de ello. Esto incrementó el aforo de la prisión para incluir a otros 12.000 niños prisioneros republicanos.
María Topete Fernández formó parte de la dirección del Centro Penitenciario de Madres Lactantes de Madrid. Considerada como modelo por ser la primera de su tipo en Europa, la prisión tenía problemas de mortalidad infantil. Aunque la Ley de Salud Materna e Infantil de junio de 1941 redujo las muertes infantiles en una pequeña fracción, las mujeres republicanas encarceladas no verían ninguna mejora en las tasas de mortalidad infantil hasta 1943; las mejoras significativas se produjeron a partir de 1952, cuando se abandonó el sistema de racionamiento de la prisión.

## Niños robados
En noviembre de 1940, el Ministerio del Interior publicó un decreto sobre los huérfanos de guerra, es decir los hijos de padres fusilados o desaparecidos (exiliados, olvidados en las cárceles, fugitivos y casos clandestinos), según el cual sólo "las personas irreprochables desde el punto de vista religioso, ético y nacional" podían obtener su tutela. En diciembre de 1941, una ley permitió que los niños que no recordaban su nombre, que habían sido repatriados o cuyos padres no podían ser localizados, pudieran ser inscritos en el Registro Civil con un nuevo nombre. Esto facilitó la adopción irregular. La práctica se extendió durante todo el período de la dictadura franquista.
El auto de instrucción dictado por el Juzgado de Instrucción número 5 de la Audiencia Nacional cifra en 30.960 el número de hijos de detenidos republicanos cuya identidad fue supuestamente cambiada en el Registro Civil y que fueron entregados a familias simpatizantes del régimen franquista en el periodo comprendido entre 1944 y 1954. Las asociaciones españolas cifran el número de niños robados entre 1940 y 1990 en cerca de 300.000. Según un estudio publicado por Ricard Vinyes, entre 1944 y 1945, el Patronato de San Pablo contabilizó a 30.000 hijos de presos y exiliados, a los que habría que añadir otros 12.000 protegidos por el Patronato de la Merced.
En su declaración de condena de la dictadura franquista del 17 de marzo de 2006 (Recomendación 1736, puntos 72, 73, 74 y 75), el Consejo de Europa afirmó que los "niños perdidos" son víctimas del franquismo, ya que sus "apellidos fueron modificados para permitir su adopción por familias adictas al régimen". También afirmó que "el régimen franquista invocaba la 'protección de los menores', pero la idea que se aplicaba a esta protección no se distinguía de un régimen punitivo", y que "con frecuencia eran separados de las demás categorías de niños internados en instituciones del Estado y sometidos a abusos físicos y psicológicos".

## Hijos de prisioneras
A los hijos de las prisioneras se les enseñaba en las escuelas católicas, como parte de los esfuerzos por adoctrinarlos en la ideología del régimen, que sus padres estaban en prisión porque eran traidores al Estado. Por orden de Antonio Vallejo Nágera, los hijos de las mujeres recluidas en la prisión femenina de Las Ventas de Madrid fueron separados de sus madres y llevados a orfanatos para evitar que se contaminaran con el "fanatismo marxista".
El régimen fomentó la separación de los niños de sus madres cuando estaban encarcelados. Cuando los niños nacidos en prisión cumplían los tres años (lo que no era habitual al recibir intencionadamente una dieta hipocalórica que provocaba una alta mortalidad), y al no haber familiares que pudieran hacerse cargo de ellos, eran "protegidos" por la Sección Femenina de Falange, y en particular los Patrones de Redención de Penas que se encargaban de educar a los hijos de los detenidos.